# Ципринга
Ципринга — пресноводное озеро на территории Кестеньгского сельского поселения Лоухского района Республики Карелии.
Является частью Кумского водохранилища.

## Общие сведения
Площадь озера — 20 км², площадь водосборного бассейна — 86,4 км². Располагается на высоте 109,5 метров над уровнем моря.
Форма озера лопастная, продолговатая: оно более чем на десять километров вытянуто с северо-запада на юго-восток. Берега каменисто-песчаные, преимущественно возвышенные, часто скалистые.
Из юго-восточной оконечности озера вытекает река Ципрингайоки, впадающая в Пяозеро.
К юго-восточной оконечности водоёма подходит лесная дорога.
Населённые пункты вблизи водоёма отсутствуют.
Код объекта в государственном водном реестре — 02020000411102000000896.